# Kinosternon leucostomum
Kinosternon leucostomum is een schildpad uit de familie modder- en muskusschildpadden (Kinosternidae). Er is nog geen Nederlandstalige naam voor deze soort.
Kinosternon leucostomum komt voor in delen van Midden- en Zuid-Amerika en komt voor van Mexico in het noorden tot in delen van Peru in het zuiden. De soort werd voor het eerst wetenschappelijk beschreven door Auguste Duméril, Gabriel Bibron en André Marie Constant Duméril in 1851.
De schildpad bereikt een rugschild- of carapaxlengte tot ongeveer 17 centimeter. Het rugschild is bruin van kleur en heeft een enkele kiel op het midden van het schild, die bij oudere dieren verdwijnt.

## Ondersoorten
Er worden twee ondersoorten erkend, die onder andere verschillen in verspreidingsgebied.
- Ondersoort Kinosternon leucostomum leucostomum
- Ondersoort Kinosternon leucostomum postinguinale